# Mercedes-Benz T2
Mercedes-Benz T2 er en lastbil fremstillet i tre generationer af den tyske bilfabrikant Mercedes-Benz siden 1967.

## Første generation (1967−1986)
I 1967 afløstes L 319/L 407-modellen af den nye L 406 D/L 408. Modellen fandtes også som minibus, O 309. Modellen kaldes ofte Düsseldorfer Transporter efter produktionsstedet. Motorerne kom fra personbilerne i 200-serien. I 1968 tilkom en kraftigere version med firecylindret motor fra lastbilen LN. Med årene voksede antallet af varianter med større akselafstand og tilladt totalvægt, og fra 1977 kunne modellen også fås med den sekscylindrede LN-motor, for at kunne følge med lasteevnen.

## Anden generation (1986−1996)
Den anden generation, som kom på markedet i 1986, var en til store dele nyudviklet bil. Modellen fandtes med tilladt totalvægt fra 5 til 8 tons og solgtes næsten udelukkende med dieselmotor. Kun den letteste version fandtes endnu med benzinmotor.

## Tredje generation (1996−)
Den tredje generation er siden 1996 blevet solgt under navnet Vario og er en faceliftet og opdateret udgave af anden generation. Den mest iøjnefaldende forbedring er en moderne, firecylindret dieselmotor på 4,2 liter fra OM 904-serien.

## Billeder
- Første generation
- Anden generation som bus.
- Tredje generation: Vario